# Aapajärvi
Aapajärvi är en sjö i kommunen Torneå i landskapet Lappland i Finland. Sjön ligger 58,5 meter över havet. Den är 4,7 meter djup. Arean är 1,07 kvadratkilometer och strandlinjen är 10,14 kilometer lång. Sjön  ingår i Torne älvs huvudavrinningsområde.   Den ligger omkring 83 kilometer sydväst om Rovaniemi och omkring 660 kilometer norr om Helsingfors. 
I sjön finns öarna Tautisaari, Aaltosaari, Kliput och Kenttäsaari. Vid sjön finns en ort med samma namn som sjön.